# Pakasuchus kapilimai
Pakasuchus é um gênero de réptil pré-histórico do período Cretáceo semelhante a um crocodilo, medindo cerca de 55 cm de comprimento, ele viveu na época em que a Pangeia estava se dividindo.
Os pakasuchus tinham características de mamíferos, como o crânio, que era comum neles.